# Dilek Gürsoy
Dilek Gürsoy (* 6. Dezember 1976 in Neuss) ist eine deutsche Medizinerin, Fachärztin für Chirurgie und Herzchirurgin. Sie gilt als eine Expertin auf dem Gebiet der mechanischen Kreislaufunterstützungssysteme und führte 2012 als erste Frau in Europa bei einem Patienten eine Kunstherz-Implantation durch.

## Leben
Gürsoy wurde 1976 in Neuss als eines von drei Kindern einer türkischen Gastarbeiterfamilie geboren. Einer ihrer beiden Brüder starb im Kindesalter.
Ihr Vater starb an plötzlichem Herztod, als sie zehn Jahre alt war. Ihre Mutter, ohne Schulbildung und Analphabetin, zog ihre Kinder fortan allein groß. Nach dem Abitur am Neusser Quirinus-Gymnasium studierte sie an der Heinrich-Heine-Universität Düsseldorf Humanmedizin. Sie promovierte 2008 mit der Arbeit Die Bedeutung des Gerinnungs- und Komplementsystems bei der Ausbildung eines „systemic inflammatory response syndroms“ (SIRS) nach Eingriffen mit Hilfe extrakorporaler Zirkulation (EKZ).
Nach dem Studium war sie an verschiedenen Arbeitsorten Assistenz-, Fach- und Oberärztin im Team des Herzchirurgen Reiner Körfer, an dessen laufender Forschung an einem Kunstherz ohne externem Kabel und Antriebssystem sie beteiligt ist. Zwischen Herbst 2016 und Sommer 2019 wechselte Gürsoy zwischen verschiedenen Kliniken und war unter anderem als Bereichsleiterin tätig.
2019 war sie an einer Kampagne des Familien- und Integrationsministeriums NRW #IchDuWirNRW als Vorbild und positives Beispiel für die erfolgreiche Einwanderungsgesellschaft beteiligt. Daneben engagiert sie sich in diversen Vereinigungen, unter anderem als Mentorin bei der Initiative Women into Leadership. und als Kampagnenbotschafterin in der Deutschlandstiftung Integration
Im September 2020 erschien Gürsoys Buch Ich stehe hier, weil ich gut bin, in dem sie ihren Lebensweg skizziert und aus dem Alltag in Klinik und OP berichtet. Im Interview über ihr autobiografisches Buch erwähnte sie die Metapher von der gläsernen Decke, die für Frauen „real“ sei, weil ihnen für den Aufstieg in Führungspositionen Hürden im Weg stünden, die für Männer vergleichsweise leicht zu nehmen, für Frauen mit gleicher Qualifikation aber nahezu unüberwindlich seien.
Seit Dezember 2020 arbeitet Gürsoy in ihrer eigenen Privatpraxis für Herzchirurgie in Düsseldorf.
In der WDR-Produktion HERstory (1/4): Lebensgefahr – Frauen und Medizin vom August 2021 wird Dilek Gürsoy neben der Verkehrssicherheitsforscherin Astrid Linder und der Kardiologin Vera Regitz-Zagrosek porträtiert.
Am 22. April 2024 wurde Dilek Gürsoy in den Aufsichtsrat von Borussia Mönchengladbach gewählt.

## Auszeichnungen und Ehrungen
- 2019: German Medical Award, Kategorie Medizinerin des Jahres[18][1]
- 2019: Victress-Award für führende Frauen aus Gesellschaft und Wirtschaft[19]
- 2022: 100 Women der BBC[20]

## Publikation
- Dilek Gürsoy: Ich stehe hier, weil ich gut bin. Eden Books, Berlin 2020, ISBN 978-3-95910-286-5.